# Сухой Ургень
Сухой Ургень — пересыхающая река в России, протекает по Зианчуринскому району Башкортостана. Русло реки расположено в оврагах Софий и Сухой Ургень.

## География и гидрология
Устье реки находится в 4 км по левому берегу реки Ургинка. Длина реки составляет 12 км. Через пересыхающую реку переброшен железобетонный мост.

## Данные водного реестра
По данным государственного водного реестра России относится к Уральскому бассейновому округу, водохозяйственный участок реки — Большой Ик. Речной бассейн реки — Урал (российская часть бассейна).
Код объекта в государственном водном реестре — 12010000612112200006054.